# Agrishow

Agrishow é uma feira internacional de tecnologia agrícola realizada em Ribeirão Preto, no estado de São Paulo. É considerada a segunda maior feira do tipo no mundo e a maior da América Latina. A primeira edição ocorreu em 4 de maio de 1994. Seu presidente atual é o empresário João Carlos Marchesan.

## Projeto Agrishow

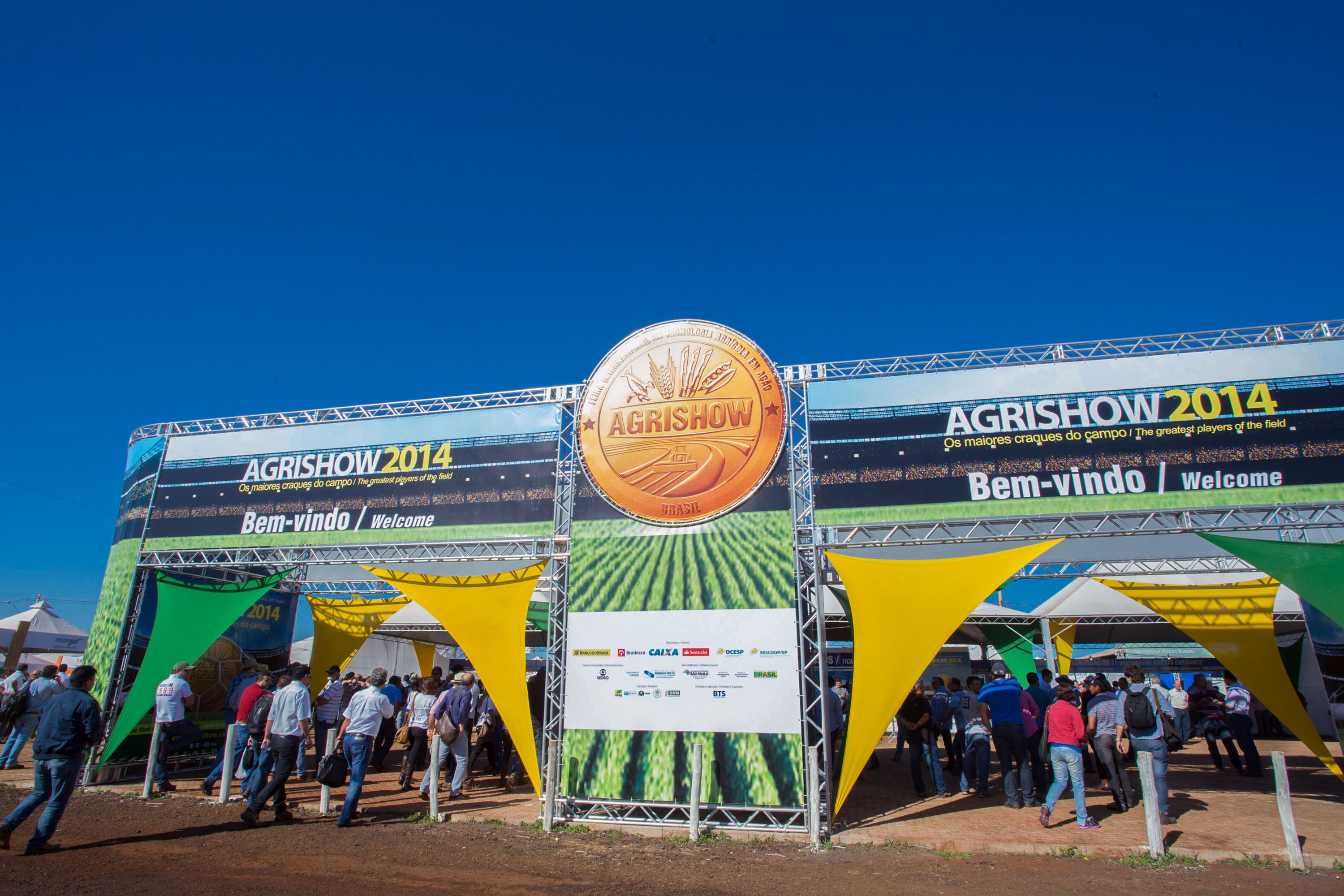
Agrishow de 2014

A ideia da criação de uma feira dinâmica começou a ser formalmente tratada numa reunião realizada no dia 22 de maio de 1993.
Isso acorreu na sede da Carborundum, em Vinhedo, São Paulo, presidida por Ivan Pupo Lauandos, diretor dessa empresa e então presidente do DNMIA – Departamento Nacional de Máquinas e Implementos Agrícolas da Abimaq, depois transformada na atual Câmara. Nessa reunião, que contou com a presença de representantes da Anfavea, Marchesan, Baldan, Casale e Jumil, tratou-se da “Exposição Nacional Dinâmica de Máquinas e Insumos” e ficou decidido que a Abimaq, Anfavea, Anda, Andef e Abrasem deveriam ser envolvidas no projeto, as quais seriam contatadas após a identificação de uma empresa organizadora. Também ficou decidido que a primeira edição seria realizada no estado de São Paulo e que ela deveria ser uma feira “essencialmente de negócios”.
Na reunião realizada em 22 de junho de 1993, na sede da Abimaq, entre representantes das entidades e das empresas fabricantes, foram definidas as primeiras providências práticas, como uma consulta às entidades e uma pesquisa sobre as empresas organizadoras com experiência para realizar o evento. “Todos os que estiveram envolvidos nessas primeiras reuniões buscavam tornar realidade uma feira dinâmica, tomando como exemplo a Farm Progress Show, que todos tínhamos visitado”, recorda Ivan Lauandos. “Havia um consenso quanto à ideia de que deveria ser uma feira menos política e mais técnica, e que em hipótese alguma poderia ter shows, como costumava acontecer nos eventos agropecuários que se realizavam naquela época no Brasil.”
Na reunião seguinte, realizada em 27 de julho de 1993, a Abag, a SRB, a Anfavea e a Abimaq confirmaram sua intenção de participação no evento que, naquele momento, ficou provisoriamente denominado “1ª Feira Dinâmica de Máquinas Agrícolas”. Os representantes dessas entidades também decidiram reiterar o convite de participação à Anda, Andef e Abrasem.

### Nome e local
O nome Agrishow, sugerido por Celso Luís Casale, foi escolhido para denominar definitivamente o evento na reunião realizada em 3 de agosto, também na sede da Abimaq. Na ocasião também se tentou definir o local da feira, tendo sido sugeridas, por ordem de preferência, as cidades de Ribeirão Preto, São Carlos e Araras. Embora a maioria dos presentes preferisse a primeira, ainda não havia uma definição quanto à propriedade a ser utilizada. Enquanto isso, já tinham sido realizadas conversações com a Embrapa para uma possível realização da feira na Fazenda Canxim, em São Carlos. Deliberou-se então que a comissão se reuniria em Ribeirão Preto no dia 10 de agosto, para visitar as propriedades disponíveis nessa região, e que, não havendo consenso sobre um local apropriado nesse município, a feira seria realizada em São Carlos.
A reunião realizada em 14 de setembro de 1993, na Estação Experimental, pode então ser considerada como a data inicial para a implantação da feira em Ribeirão Preto. “A grande realização da Agrishow foi promover a primeira grande reunião de todos os elos da cadeia produtiva do agronegócio do Brasil. Isso permitiu uma aproximação maior de todas as áreas envolvidas e uma compreensão maior dos problemas de cada uma das áreas e a busca de soluções comuns”, declarou o ex-presidente da Abimaq, Luiz Carlos Delben Leite. “A partir desse ponto, uma série de outras etapas foram alcançadas. A Agrishow hoje é um sucesso absoluto, o que pode ser constatado pelo crescimento do público a cada ano. Nós começamos com 17 mil pessoas em 1994, já em 2008 atingimos 140 mil e em 2023 bateu a marca fantástica de 195 mil visitantes.
Este sucesso foi alcançado pela utilidade que Agrishow representa para essas pessoas, porque nela se reúnem hoje em dia todos os principais lançamentos de máquinas, implementos, sementes, defensivos, fertilizantes, enfim de todas as tecnologias que estão sendo colocadas à disposição do agricultor e do pecuarista brasileiros.

### Evolução constante
A Agrishow é tradicionalmente realizada na semana que compreende os últimos dias de abril e o início de maio, de segunda-feira a sábado. Ou seja, num período em que os agricultores estão terminando de colher a safra anterior e se preparam para a próxima. O momento mais indicado para a tomada de decisões sobre novas aquisições de máquinas, implementos e demais insumos. Nessa época, eles também têm mais disponibilidade de tempo para se afastar de sua propriedade e visitar a feira.
Desde 1994, os produtores rurais brasileiros têm comparecido de uma forma maciça e crescente a Ribeirão Preto. As empresas, que logo perceberam que a feira vinha se constituindo num palco privilegiado para seus produtos e serviços, têm ampliado sua presença no evento, como pode ser comprovado pelos números colhidos pela organização da Agrishow. Na primeira edição, realizada de 4 a 7 de maio de 1994, participaram 86 empresas expositoras e um público de 17 mil visitantes. Um ano depois, o número de visitantes foi da ordem de 60 mil pessoas. Daí em diante, tanto visitantes quanto expositores foram aumentando ano a ano. Em 2008, em sua 15ª edição, o evento reuniu 774 expositores nacionais e internacionais e atraiu 140 mil visitantes de diferentes países.
Em 2000, atendendo a uma demanda que vinha sendo detectada desde a primeira edição da feira, os organizadores criaram, dentro da própria Agrishow Ribeirão Preto, a Feira de Pastagem e Fenação, um espaço específico para os produtores de insumos para gado. Esse novo evento dentro da grande feira contou, já naquele primeiro ano de realização, com 30 expositores, que receberam 38 mil visitantes, sendo 500 estrangeiros. Também nesse ano, o Sebrae-SP patrocinou a presença de 48 empresas de pequeno porte, que fecharam mais de 700 negócios, com um rendimento total de R$ 903 mil, durante a feira, e expectativas de negócios futuros estimados em R$ 7,8 milhões. A quarta edição desse segmento específico da Agrishow Ribeirão Preto, em 2003, contou com a presença do presidente da República, Luiz Inácio Lula da Silva.

### Batalha de 2009
Considerada a maior feira de agrobusiness da América Latina, o evento foi, no início do ano passado, objeto de polêmica a partir do anúncio de que deixaria de ser realizado em Ribeirão Preto, onde já se tornou uma marca, e passaria a ser realizado em São Carlos, dentro do projeto da Cidade da Bioenergia, que está sendo construído neste município. Coube à recém-empossada prefeita de Ribeirão Preto iniciar um movimento que ganhou abrangência nacional, já que um abaixo-assinado foi levado ao presidente da República, defendendo a permanência da Agrishow na cidade.

### Atualmente
Em 2010 a feira foi ampliada com investimento, de cerca de R$ 13 milhões, criando novos acessos; nas principais ruas e avenidas que foram cobertas por uma capa de material sintético que evita a poeira e poças d’água, entre as obras, ampliação de cerca de 6 km de novas ruas e avenidas, substituição de rede de energia elétrica, melhorias em sanitários antigos, construção de cinco novos sanitários, estacionamentos exclusivo para ônibus, e ampliação das praças de alimentação. As melhorias exigem um investimento de cerca de R$ 13 milhões em recursos do Estado, Prefeitura e Abimaq (Associação Brasileira de Máquinas e Equipamentos).
Foi assinado em 26 de abril de 2010 um Protocolo de Intenções, pelo secretário estadual da Agricultura e Abastecimento do Estado de São Paulo, João Sampaio que representou o governador Alberto Gooldman, o presidente da Agrishow, Cesário Ramalho, o presidente da Associação Brasileira da Indústria de Máquinas e Equipamentos (Abimaq), Luiz Aubert Neto, e pela prefeita de Ribeirão Preto, Dárcy Vera. O Protocolo tem o interesse de firmar o compromisso para ceder o próprio [área] do governo estadual por 30 anos para eventos, em especial a Agrishow, sendo que a feira possui um plano diretor, que anualmente prevê investimentos focados para os próximos dez anos. Em 2012 o Governo de São Paulo aprovou a concessão por 30 anos da área da Fazenda Experimental ocupada pela feira, a mesma foi assinada pelo governador Geraldo Alckmin durante a cerimônia de abertura do evento, garantindo a Agrishow permanentemente na capital do agronegócio, até 2042, sendo ela a maior feira da América Latina e terceira maior do mundo.

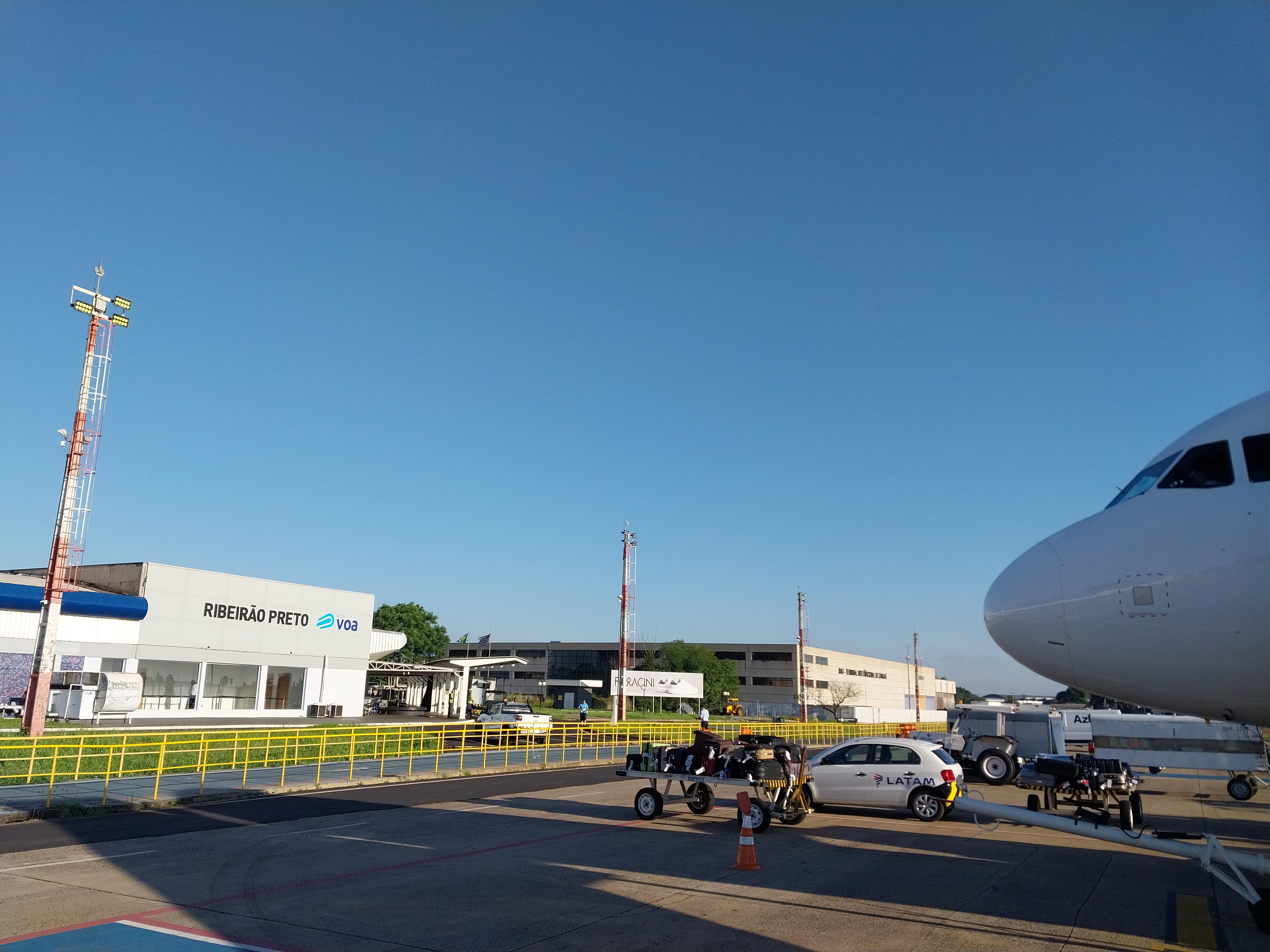
Aeroporto de Ribeirão Preto

A edição de 2023, teve movimento de R$ 13,2 bilhões, que representou quase 18% de aumento em comparação com 2022, atraindo público (nacional e internacional) de 195 mil visitantes. Na edição de 2024, a feira terá muito mais facilidades de conexão, isso porque a Azul Linhas Aéreas estará criando um mini hub de operação no Aeroporto de Ribeirão Preto, com 66 voos extras para atender o aumento na demanda de clientes, objetivando oferecer mais opções de voos e facilitar o deslocamento dos participantes da feira, a companhia implementará novas rotas partindo de Brasília, Cuiabá, Campo Grande, Goiânia, Porto Alegre para Ribeirão Preto, e ampliará a frequência entre Campinas, principal hub da Azul, e a cidade interiorana. Em média, a Azul opera dez voos por dia de/para Ribeirão Preto. No entanto, durante o período da feira, está prevista uma oferta de até 24 voos diários de/para o aeroporto local.
A edição de 2025, foi considerada a maior da história pelos organizadores, mais de 14,6 bilhões de reais, atraindo público (nacional e internacional) de 197 mil visitantes. Por causa da Agrishow 2025, Aeroporto de Ribeirão Preto registra substancial aumento nas operações.